# Picea asperata
Picea asperata; (en xinès: Yun Shan) és una Pícea nativa de la Xina occidental, des de l'est de Qinghai, el sud de Gansu i sud-est de Shaanxi, fins al sud i oest de Sichuan.

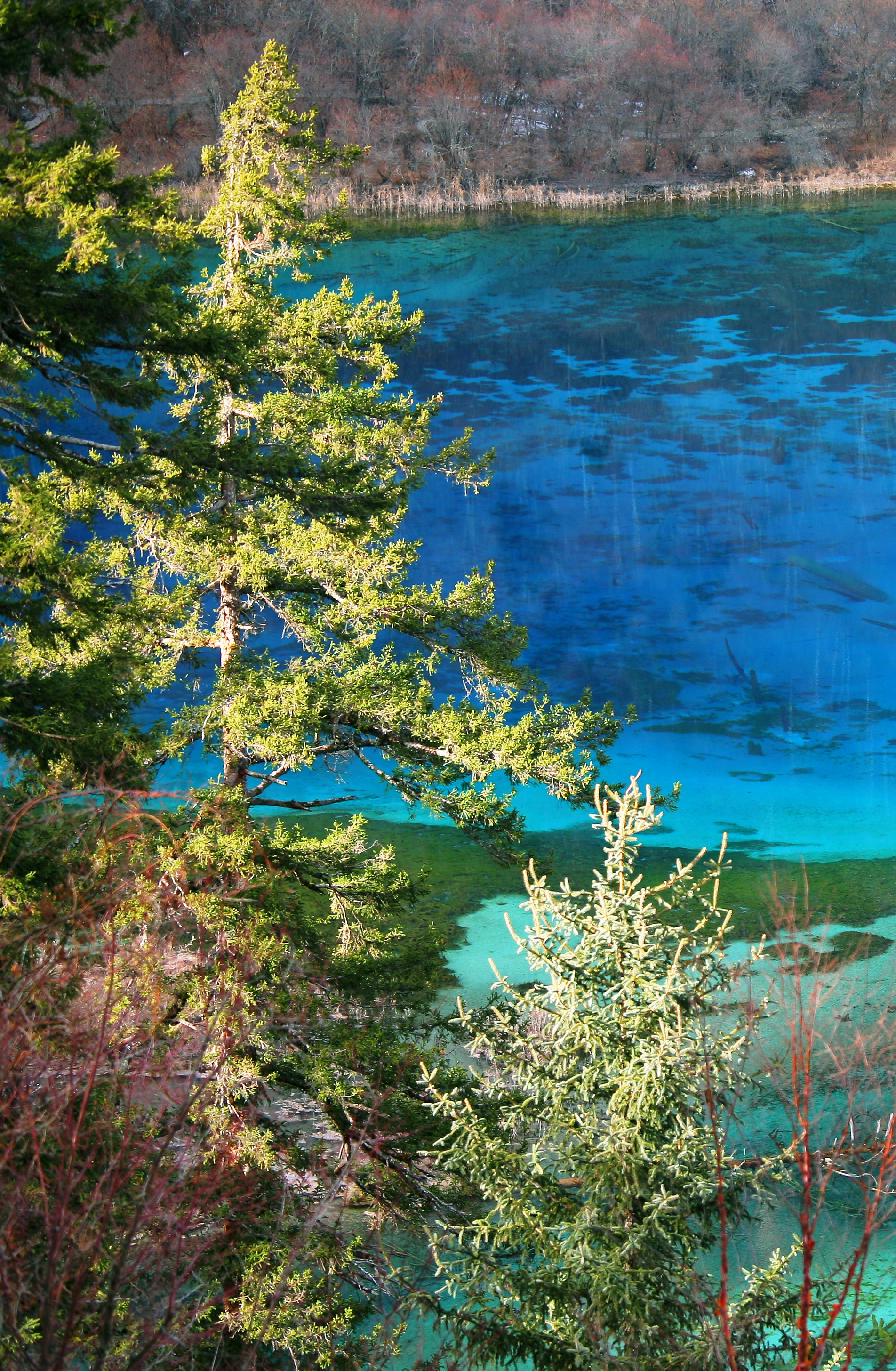
Vista de l'arbre

## Característiques
Picea asperata és un arbre perennifoli de grandària mitjana, entre 25 a 40 m d'alçada, el tronc del qual pot arribar a un diàmetre de més d'1,5 m. Els brots són de color marró ataronjat amb pubescència dispersa. Les fulles, en forma d'agulla, fan d'entre 1 a 2,5 cm de llarg, de secció romboïdal, de color gris verdós a blau verdós i amb visibles línies d'estomes. Els cons són cilíndrics i cònics de 6 a 15 cm de llarg per 2 a 3 d'ample. Maduren de 5 a 7 mesos després de la pol·linització, adquirint un color marró clar i presenten prominents escates dures i de forma arrodonida.

## Conservació
L'espècie no es considera amenaçada (el 2010), però les últimes xifres de població han anat decreixent a causa de la desforestació causada per la indústria fustera xinesa.

## Usos
P. asperata se cultiva en ocasions com a arbre ornamental a Europa i Amèrica del Nord.

## Taxonomia
Picea asperata va ser descrita per Maxwell Tylden Masters i publicat a Journal of the Linnean Society, Botany 37(262): 419–420. 1906.
Etimologia
Picea; nom genèric que és pres directament del Llatí pix = "brea", nom clàssic donat a un pi que produïa aquesta substància
asperata: epítet llatí que significa "rugosa".
Varietats
És una espècie variable amb diverses varietats registrades. Aquestes van ser descrites per primera vegada com a espècies diferents (i encara són tractades com a tals per alguns autors), encara que difereixen només en detalls menors i en algunes no es poden distingir les diferències si s'examina una població més extensa.
- Picea asperata var. asperata. Cons d'entre 6 a 12 cm; escates del con amb l'àpex arrodonit.
- Picea asperata var. aurantiaca (sin. P. aurantiaca). Brots de color taronja.
- Picea asperata var. heterolepis (sin. P. heterolepis). Brots sense pubescència; escates dels cons amb l'àpex romboïdal.
- Picea asperata var. ponderosa. Conos de 12 a 15 cm.
- Picea asperata var. retroflexa (sin. P. retroflexa). Brots groguencs.

Sinonímia
- Picea asperata var. asperata[5]